# Albert Fernique

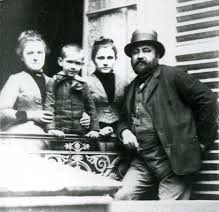
Der französische Photograph und Ingenieur Albert Fernique (1841–1898) mit seiner Frau und seinen beiden Kindern, um etwa 1875

Albert Fernique (* 30. Juni 1841 in Paris; † 19. September 1898 ebenda) war ein französischer Fotograf, Pionier der Fototechnik und Ingenieur.

## Familie
Albert Fernique wurde am 30. Juni 1841 in Paris im damaligen dritten Bezirk (Arrondissement) als Sohn von Clément Charles André Fernique und Marie Joséphine Delanneau geboren.
Er war der jüngere Bruder des Franziskaner-Abtes und Fotografen Etienne-Victor Fernique, (geboren am 26. Februar 1836 in Paris, gestorben am 18. Januar 1915 ebenda), der mit stereoskopischen Fotografien von einer Pilgerreise nach Palästina im Jahr 1878 bekannt geworden ist.
Albert Fernique heiratete am 24. Oktober 1865 in Saint-Quentin im Département Aisne.
Sein Sohn Louis Fernique stieg im Jahr 1888 zunächst als sein Geschäftspartner in Albert Ferniques Fotosalon ein und übernahm diesen dann im Jahr 1894, also noch zu Lebzeiten seines Vaters.

## Lebensweg
Albert Fernique studierte an der École Centrale des Arts et Manufactures (zentrale Kunst- und Gewerbeschule) in Paris, die er 1862 abschloss. Er heiratete am 24. Oktober 1865 in Saint-Quentin im Département Aisne. Im Jahr 1869 war Fernique Professor und Leiter der Fakultät für graphische Kunst an der École Centrale des Arts et Manufactures in Paris. Während des Deutsch-Französischen Krieges von 1870 bis 1871 arbeitete Fernique mit René Prudent Patrice Dagron an der Microverfilmung von Dokumenten; die Mikrofiches sollten per Brieftaube befördert werden. Die miniaturisierte fotografische Wiedergabe der Dokumente sollte dem militärischen, aber auch dem zivilen Nachrichtenwesen dienen.
Im Jahr 1872 gründete und leitete Fernique das „Etablissement de Reproductions Industrielles et de Photogravure“ in Paris. Fernique wurde 1873 in der Ausgabe 1873 des „Annuaire du Commerce de Paris“ (etwa: Handelsjahrbuch von Paris) offiziell als Berufsfotograf aufgeführt, mit der Erwähnung, dass er vor allem architektonische und Ingenieurs-Werke fotografiere („Application de la photographie à l'art de l'ingénieur et de l'architecte“, etwa: „Anwendung der Fotografie auf die Künste des Ingenieurs und des Architekten“). Sein Atelier befand sich in der Rue de Fleurus 31 in Paris. Ein Sohn von Albert Fernique stieg im Jahr 1888 zunächst als sein Geschäftspartner in Ferniques Fotosalon ein und übernahm ihn dann im Jahr 1894, also noch zu Albert Ferniques Lebzeiten, an derselben Adresse.
1875 veröffentlichte Fernique sein Album mit dem Titel „École Centrale des Arts et Manufactures“ mit Fotos dieser Hochschule. Seine Fotografie des Hörsaals der École centrale de Paris (um 1875) wurde zu den 180 Meisterwerken der Abteilung für Druckgrafik und Fotografie der französischen Nationalbibliothek (Bibliothèque nationale de France) gezählt.
1879 wurde Albert Fernique Mitglied der französischen Gesellschaft für Fotografie (Société française de Photographie). Er nahm an den Weltausstellungen in Paris 1878, Antwerpen 1885 und Paris 1889 teil.
Auf der Weltausstellung in Paris 1878 wurde der Kopf der Freiheitsstatue von Frédéric-Auguste Bartholdi gezeigt, die später auf Bedloe’s Island im Hafen von New York aufgestellt und dort 1886 enthüllt wurde. Die 1883 veröffentlichte Fotoserie, die Albert Fernique in der Werkstatt aufnahm, in der Bartholdis Freiheitsstatue gebaut wurde, ist eines seiner bekanntesten Werke.
Fernique werden viele Aufnahmen plastischer Werke von Künstlern seiner Zeit zugeschrieben, darunter Fotografien der Plastiken des französischen Bildhauers Jean-Baptiste Carpeaux. Bekannt wurden auch Ferniques Innenarchitekturansichten, bei denen sich seine Aufnahmetechnik als besonders geeignet dabei erwies, das vorhandene Umgebungslicht auszunutzen.
Er befasste sich auch mit fotomechanischen Reproduktionsverfahren wie der Photolithographie und Photogravüre und, in Zusammenarbeit mit René Dagron, mit der Entwicklung der Mikrofotografie (um 1870).
1888 fotografierte Albert Fernique den Bau des von 1887 bis 1889 errichteten Eiffel-Turms in Paris.
Albert Fernique starb im Alter von nur 57 Jahren am 19. September 1898 in Paris.

## Schriften
- Albert Fernique, Un voyage en ballon pendant le siège de Paris, novembre 1870, par Albert Fernique, Ingénieurs des Arts et des Manufactures, Imprimerie de Jules Moureau, Saint-Quentin, 1871

## Sammlungen
- Paris, Bibliothèque nationale de France[17].

## Galerie

Album vom Bau der Freiheitsstatue (1883)
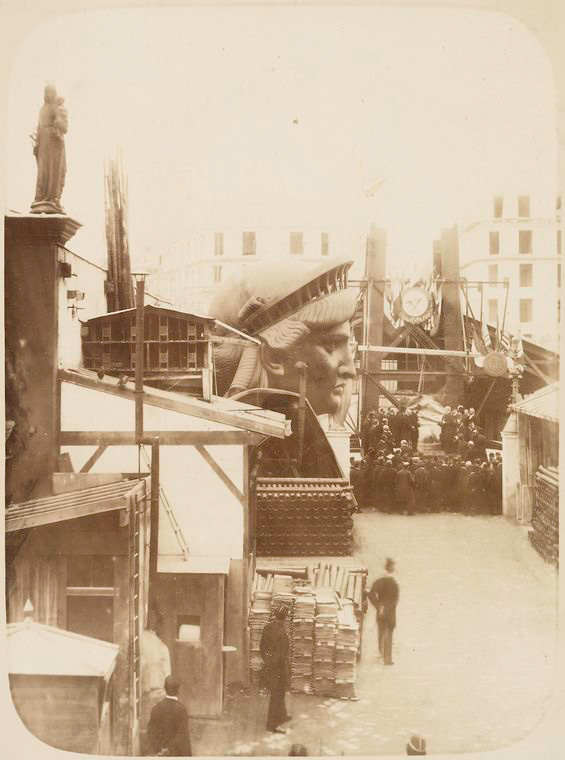
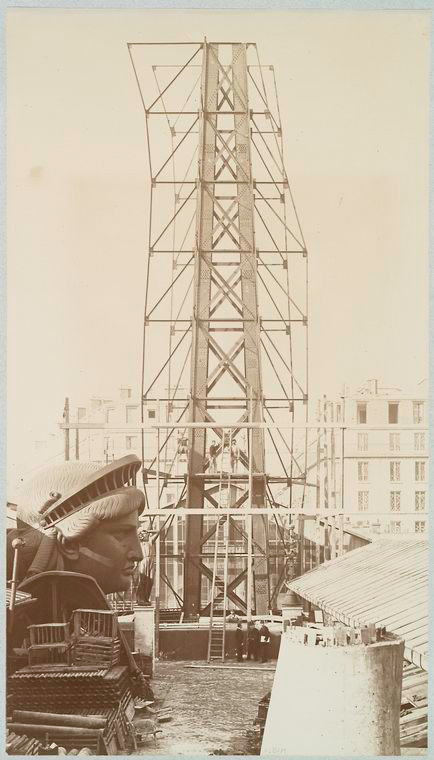
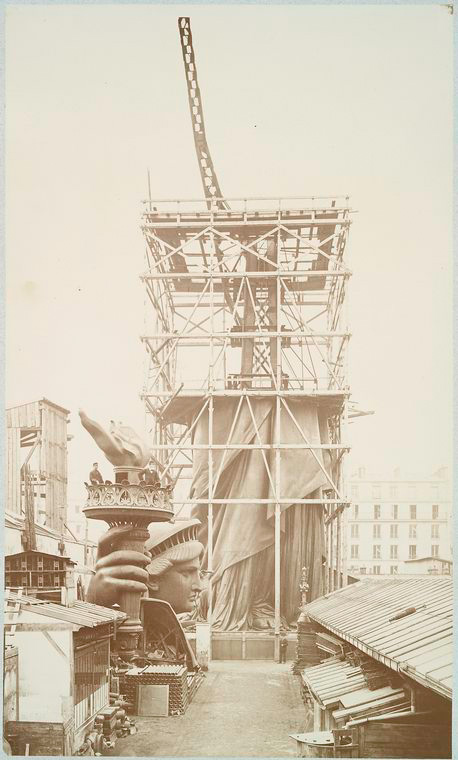
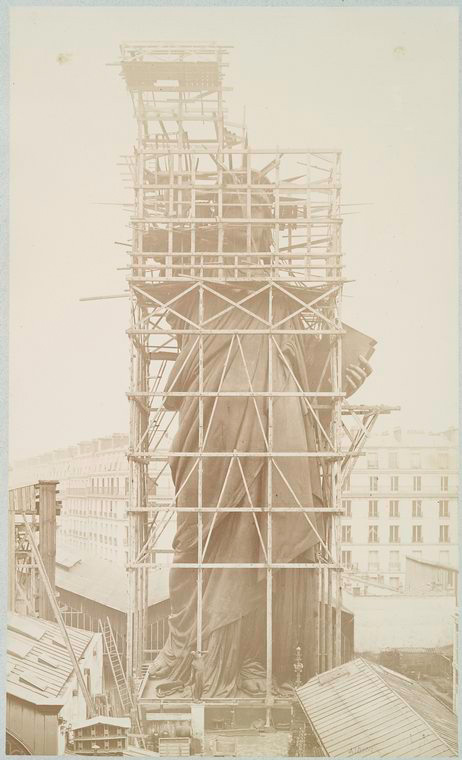
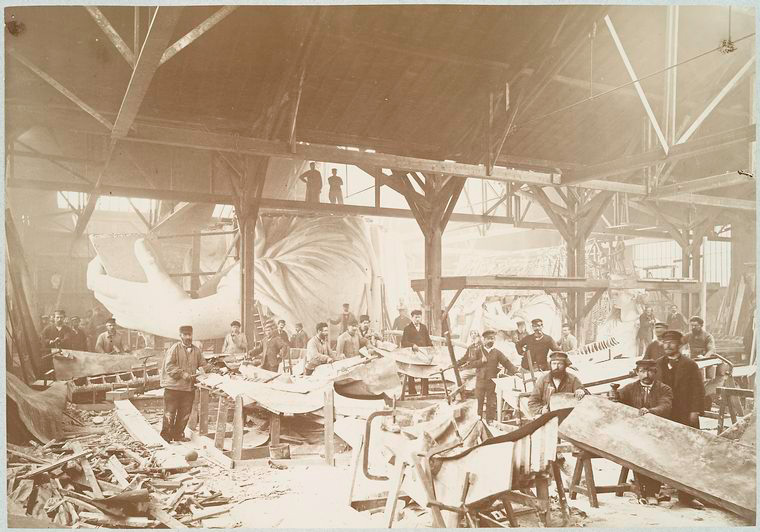

## Bibliographie
- Bulletin de la Société française de photographie, 1871, S. 20, https://gallica.bnf.fr/ark:/12148/bpt6k1082594/f19.image

| Personendaten    | Personendaten                                             |
| ---------------- | --------------------------------------------------------- |
| NAME             | Fernique, Albert                                          |
| KURZBESCHREIBUNG | französischer Fotograf, Fototechnik-Pionier und Ingenieur |
| GEBURTSDATUM     | 30. Juni 1841                                             |
| GEBURTSORT       | Paris                                                     |
| STERBEDATUM      | 19. September 1898                                        |
| STERBEORT        | Paris                                                     |